# 1927 în film
- 1926 în cinematografie — 1927 în cinematografie — 1928 în cinematografie

## Premiere românești
- Haplea

## Premii

### Oscar
- Cel mai bun film:  Wings
- Cel mai bun regizor:   Frank Borzage, Seventh Heaven
- Cel mai bun actor: Emil Jannings pentru The Way of All Flesh și pentru filmul din 1928 The Last Command
- Cea mai bună actriță: Janet Gaynor pentru Seventh Heaven and Sunrise și pentru filmul din 1928 Street Angel
- Cel mai bun film străin:

Articol detaliat: Oscar 1927